# 施蘭科格爾山
47°02′41″N 11°05′57″E / 47.04472°N 11.09917°E

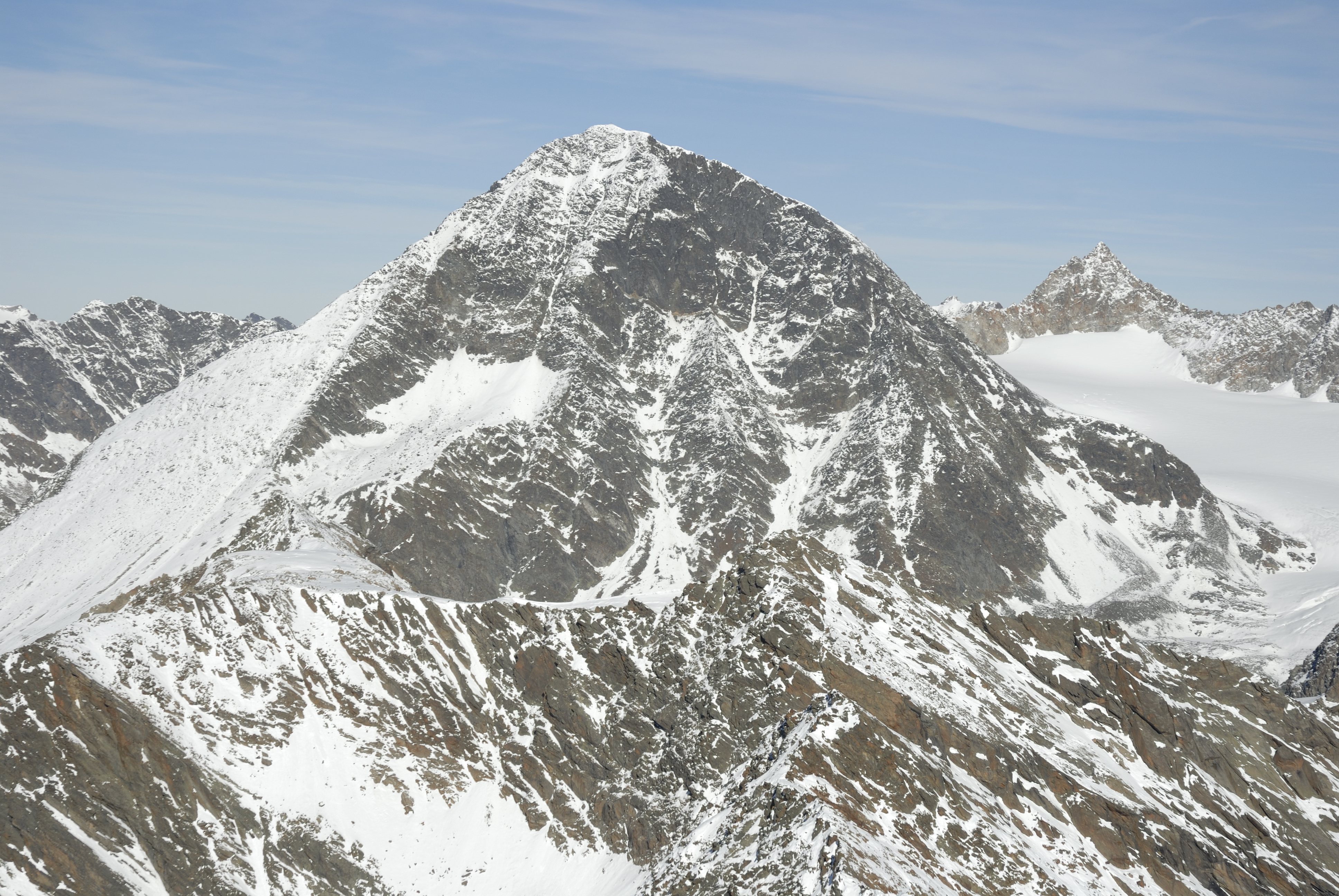

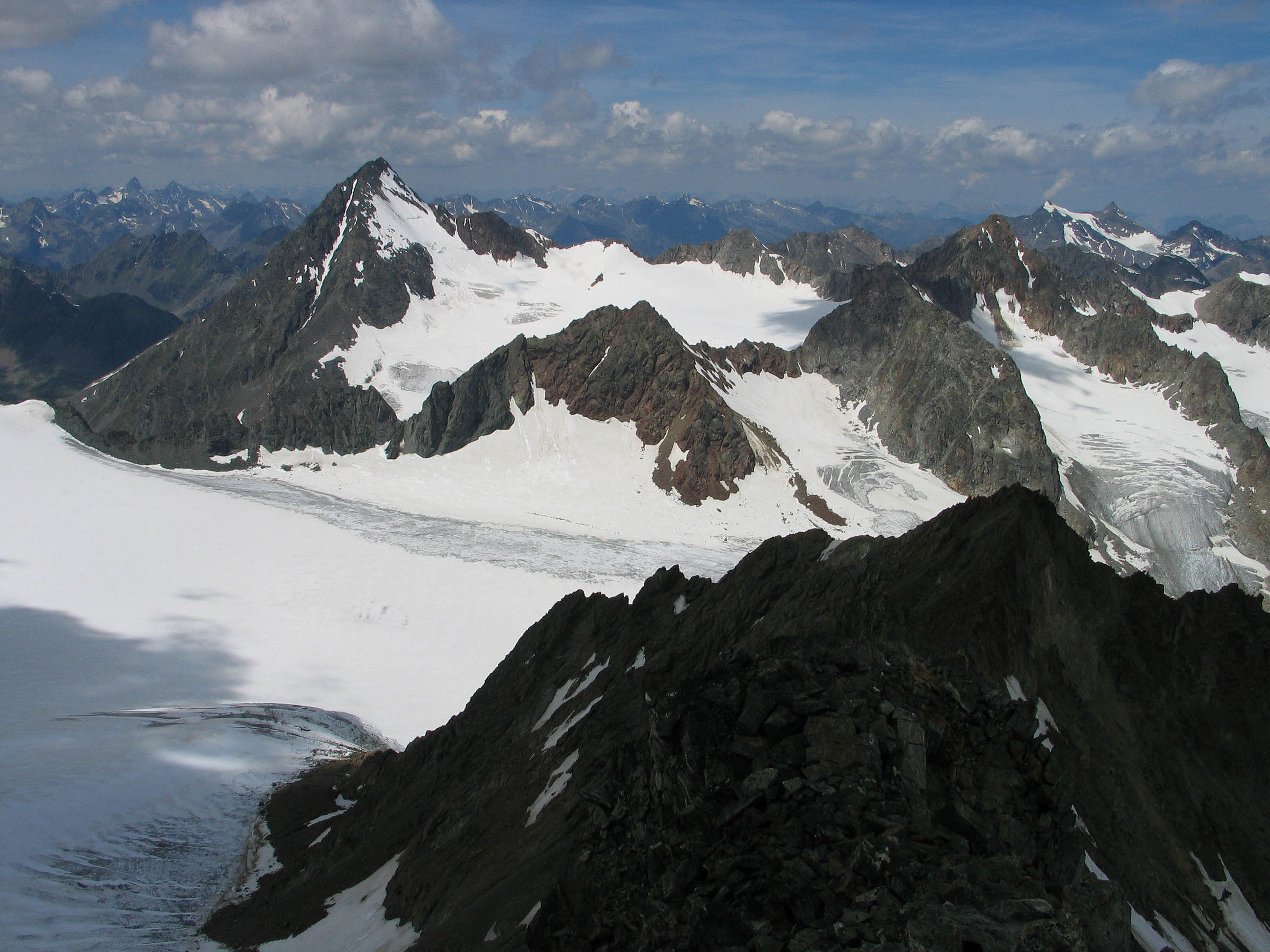

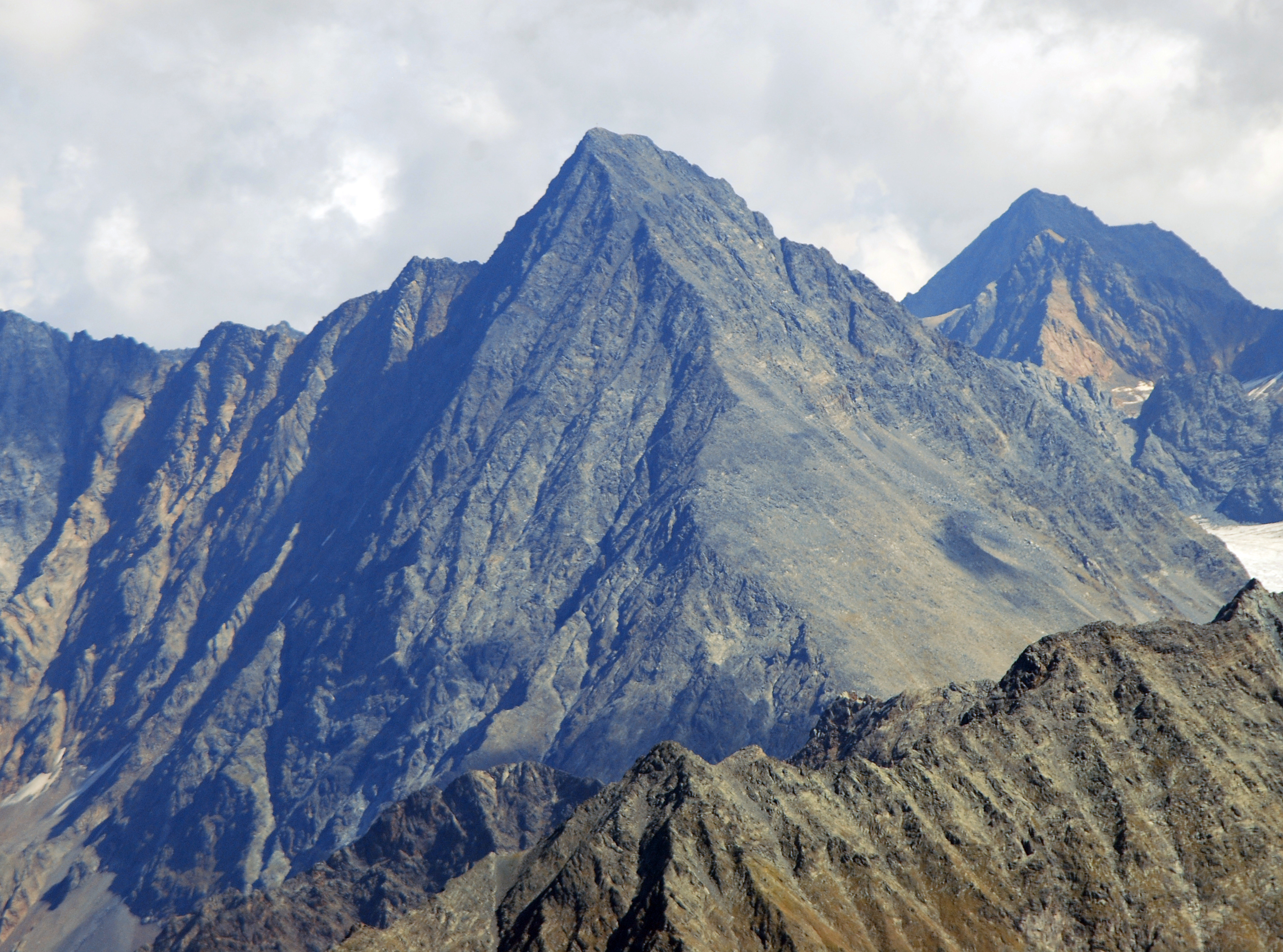

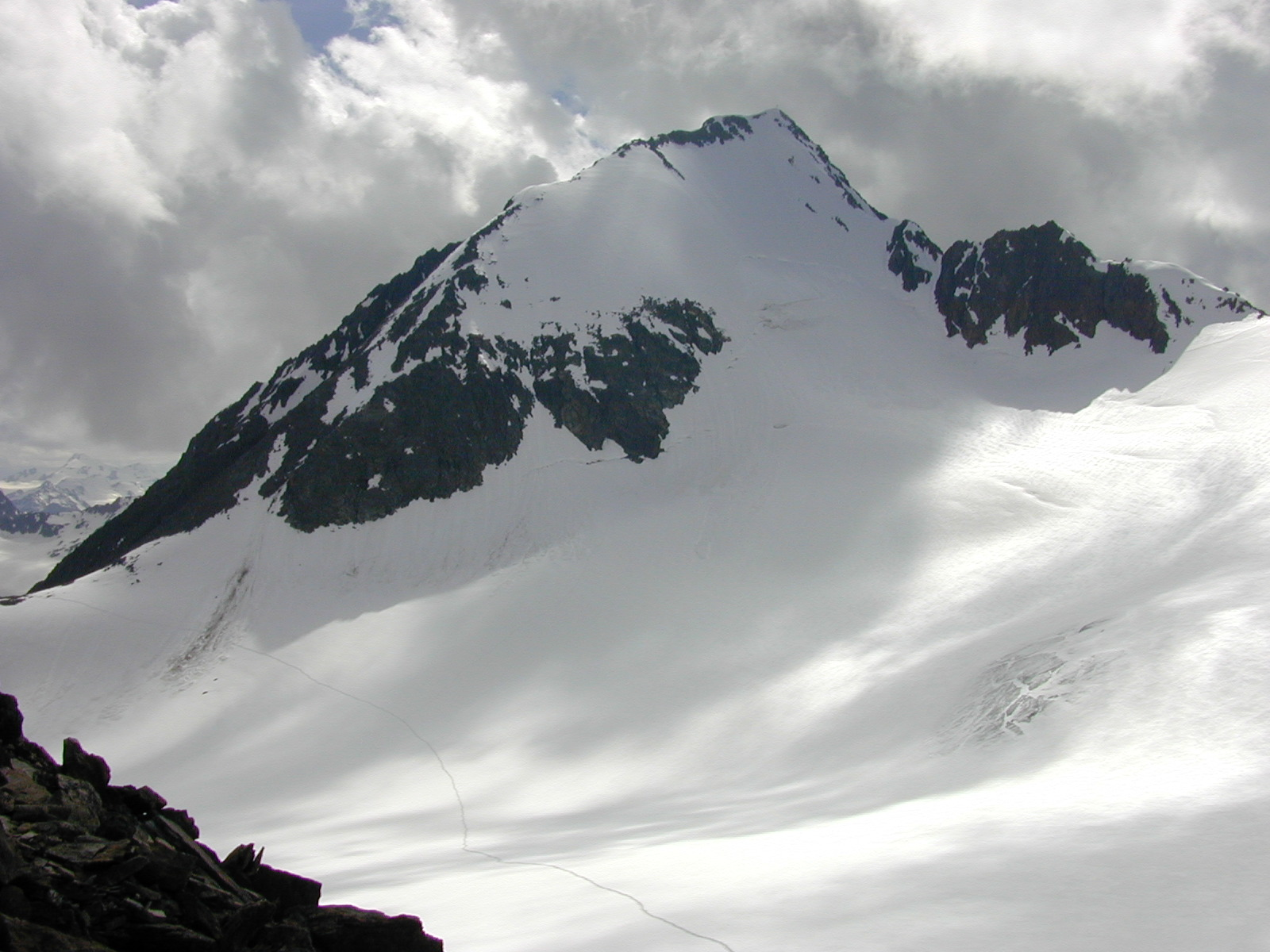

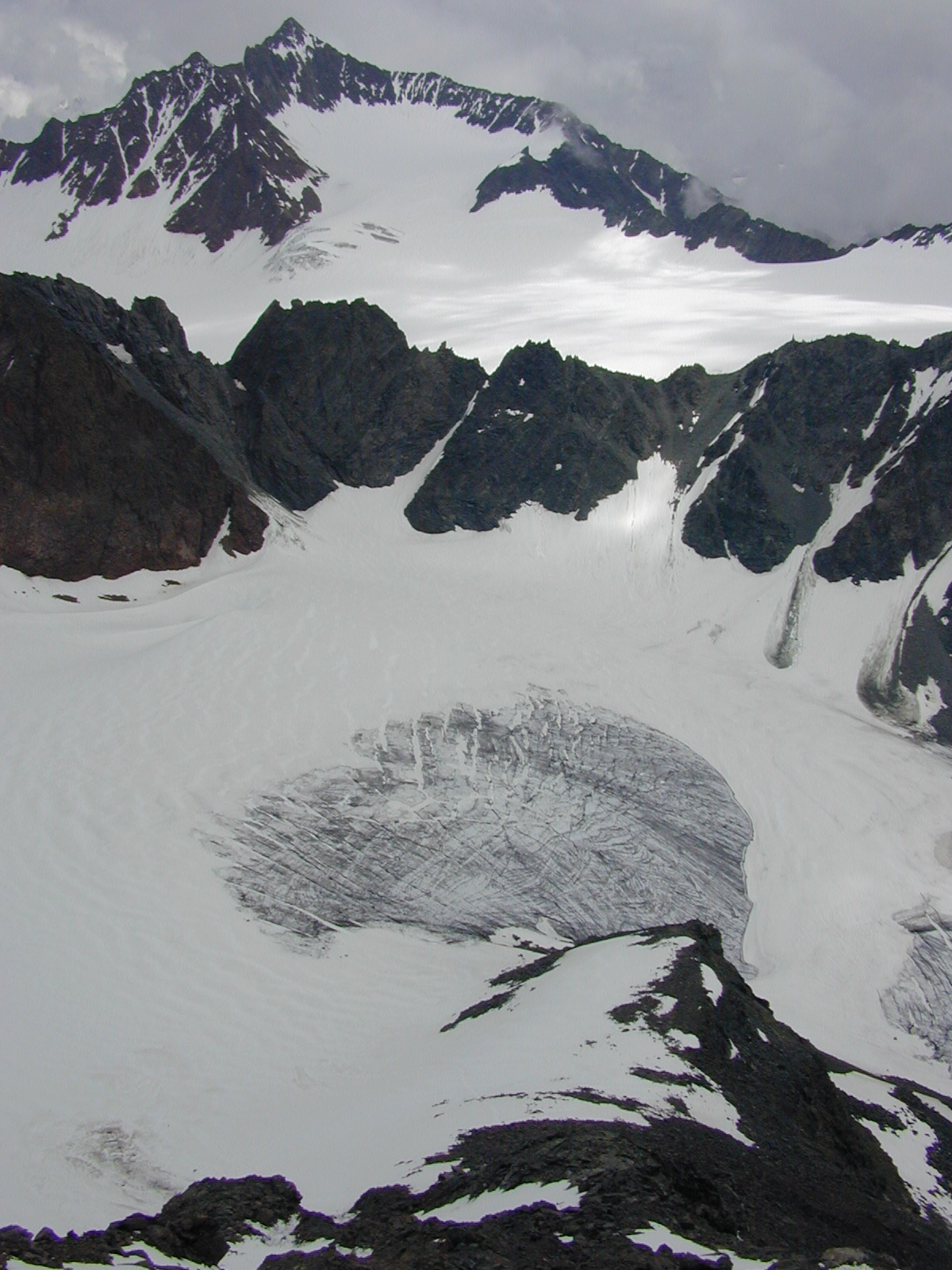

施蘭科格爾山（德語：Schrankogel），是奧地利的山峰，位於該國西部，由蒂羅爾州負責管轄，屬於斯圖拜阿爾卑斯山脈的一部分，海拔高度3,497米，每年平均降雨量1,426毫米。